# Stronger (álbum de Sara Evans)
Stronger es el 6⁰ álbum de estudio grabado por la cantante estadounidense country Sara Evans. Fue lanzado el 8 de marzo del 2011 por RCA Records Nashville.

## Lista de canciones
| CD  |                                   |          |  |
| N.º | Título                            | Duración |  |
| 1.  | «Desperately»                     | 3:13     |  |
| 2.  | «A Little Bit Stronger»           | 5:04     |  |
| 3.  | «My Heart Can't Tell You No»      | 4:33     |  |
| 4.  | «Anywhere»                        | 4:06     |  |
| 5.  | «Alone»                           | 3:25     |  |
| 6.  | «Ticket to Ride»                  | 4:22     |  |
| 7.  | «Life Without Losing»             | 3:42     |  |
| 8.  | «What That Drink Cost Me»         | 4:00     |  |
| 9.  | «Wildfire»                        | 3:38     |  |
| 10. | «Born to Fly (Bluegrass Versión)» | 3:36     |  |

| iTunes Bonus Track |              |          |  |
| N.º                | Título       | Duración |  |
| 11.                | «Cabana Boy» | 3:22     |  |
| 39:44              |              |          |  |